# Miguel Ángel Gastelurrutia Garralda
Miguel Ángel Gastelurrutia Garralda (Escoriaza 1956) es un farmacéutico referente en la creación y desarrollo de la Atención Farmacéutica Comunitaria en España.
Como definición, la Farmacia Comunitaria es un establecimiento sanitario privado de interés público.  Está regulado por las leyes estatales y autonómicas. Desde ella, el farmacéutico comunitario asegura a la población el acceso a los medicamentos y productos sanitarios, ayudando a los pacientes a llevar a cabo un uso seguro, efectivo, eficiente y responsable.
Además, lo hace implicándose en la consecución de resultados en salud.

## Biografía y trayectoria profesional
Nació en Escoriaza, provincia de Guipúzcoa, en 1956. La vocación le viene de familia ya que su padre era el titular de la oficina de farmacia de Escoriaza.
Cursó sus estudios de farmacia en la Universidad de Navarra donde se licenció en 1979.
Comenzó trabajando en San Sebastián siendo titular de una oficina de farmacia y fue presidente del Colegio de Farmacéuticos de Guipúzcoa entre 1994 y 1997.
En 1999 organizó en San Sebastián el primer congreso nacional de Atención Farmacéutica que ´despertó mucho interés entre los farmacéuticos españoles.
En éste congreso se fraguó la creación de la Sociedad Española de Farmacia Comunitaria por parte de un grupo de farmacéuticos de distintos puntos de España.
En el año 2001 la S.E.F.A.C. se presentó en la Real Academia Nacional de Farmacia con la bendición del entonces director general de Farmacia del Ministerio de Sanidad y, tras una primera Asamblea General celebrada ese mismo día en la que se ratificaron esos primeros Estatutos, se dio oficialidad a la primera Junta Directiva de la que fue vicepresidente.
Entre el año 2002 y 2004 fue presidente de la S.E.F.A.C. Dio impulso a la difusión de la Sociedad a través de boletines informativos, revista de difusión científica, internet etc.
Sus inquietudes investigadoras las enfocó a través de la Universidad de Granada donde realizó la tesis doctoral en 2005 titulada: Elementos facilitadores y dificultades para la diseminación e implantación de servicios cognitivos del farmacéutico en la farmacia comunitaria española.
Su actividad docente en dicha Universidad le ha llevado a ser un referente en el estudio y desarrollo de la Atención Farmacéutica en España, siendo numerosa su contribución a la ciencia a través de más de 60 publicaciones en revistas indexadas y la dirección de 7 tesis doctorales.
Fue nombrado Académico de la Academia Iberoamericana de Farmacia y en el año 2018 volvió a ocupar la presidencia del Colegio de Farmacéuticos de Guipúzcoa. 